# Carbala (província)
Carbala ou Querbela (em árabe: :كربلاء; romaniz.: Karbala, Kerbala ou Kerbela) é uma das 19 províncias do Iraque. Possui 5 030 quilômetros quadrados e segundo censo de 2018, havia 1 218 732 habitantes. Sua capital fica em Hila.